# 汪瑞
汪瑞（1966年8月—），女，河南南阳人，汉族，中华人民共和国政治人物、第十一届全国人民代表大会解放军代表。
毕业于解放军第三军医大学临床医学专业，是中共党员。1984年10月入伍。1999年时，从喀什某医院调动至边防某团卫生队，又调动至西藏阿里军分区狮泉河医疗站。2007年时，担任狮泉河医疗站外科护士长，为上校军衔、专业技术8级、二级心理諮詢師。荣立三等功一次。在2006年时，曾被南疆军区表彰为“昆仑卫士”。2007年5月，新疆维吾尔自治区妇联授予“三八红旗手”荣誉称号。2008年起担任全国人大代表。